# Drapetes clarkii
Drapetes clarkii is een keversoort uit de familie van de kniptorren (Elateridae). De wetenschappelijke naam van de soort werd in 1861 gepubliceerd door Henri Achar de Bonvouloir.